# جو نيكلسون
جو نيكلسون (بالإنجليزية: Joe Nicholson)‏ (4 يونيو 1898 في المملكة المتحدة - 1974 في المملكة المتحدة) هو لاعب كرة قدم بريطاني (وحمل سابقاً جنسية المملكة المتحدة لبريطانيا العظمى وأيرلندا) في مركز نصف الجناح. لعب مع أستون فيلا وكارديف سيتي ونادي ليتون أورينت.